# Nguyễn Tiểu Thất
Nguyễn Tiểu Thất (阮小七, Ruǎn Xiǎoqī) là một nhân vật hư cấu trong tiểu thuyết Thủy Hử của nhà văn Thi Nại Am. Ông là em út trong ba anh em họ Nguyễn (Nguyễn Thị Tam Hùng). Ở Lương Sơn Bạc, Nguyễn Tiểu Thất là đầu lĩnh thứ 31, được sao Thiên Bại Tinh (chữ Hán: 天敗星; tiếng Anh: Defeat Star) chiếu mệnh.

## Tiểu sử
Nguyễn Tiểu Thất tóc vàng, râu vàng nhạt, đôi mắt tinh anh. Ông có biệt hiệu là Hoạt Diêm La (活閻羅, Diêm La sống). Ông là người nóng tính, hơi tinh nghịch và quậy phá, làm các anh khó chịu, nhưng rất cương trực và ngang tàng, tinh thần trách nhiệm cao và hoàn thành tốt nhiệm vụ.
Nguyễn Tiểu Thất cùng với hai anh trai là Nguyễn Tiểu Nhị, Nguyễn Tiểu Ngũ và các hảo hán khác là Công Tôn Thắng, Lưu Đường, Ngô Dụng, Bạch Thắng và Tiều Cái tổ chức cướp lễ vật mừng thọ thái sư Thái Kinh do Dương Chí áp tải. Sau đó cả bọn cùng kéo lên Lương Sơn gặp Lâm Xung, bày mưu giết Vương Luân rồi tôn Tiều Cái lên làm thủ lĩnh Lương Sơn.

## Sau khi chiêu an, đánh Phương Lạp
Khi Cao Cầu đem quân đánh Lương Sơn Bạc, Nguyễn Tiểu Thất cùng các đầu lĩnh thủy quân đã lập công to, đại thắng và bắt sống được Cao Cầu. Ông cũng là một trong số những hảo hán phản đối việc chiêu an.
Sau này theo Tống Công Minh đi đánh Phương Lạp, Nguyễn Tiểu Thất lập công và là người duy nhất sống sót trong ba anh em họ Nguyễn. Ông được vua Tống Huy Tông phong làm đô thống chế phủ Cái Thiên Quân. Trong ngày vui chiến thắng quân Phương Lạp, Nguyễn Tiểu Thất đã cưỡi ngựa và mặc hoàng bào của vua Phương Lạp vui đùa cùng binh sĩ. Cao Cầu và Đồng Quán đã tâu lên vua Tống Huy Tông chuyện này. Nguyễn Tiểu Thất bị tước hết quan chức, phế thành dân thường, nhận tiền bạc và về quê. Nguyễn Tiểu Thất về quê làm nghề đánh cá, phụng dưỡng mẹ già  sống cuộc đời khoái hoạt rồi mất năm 60 tuổi.

## TrongĐãng Khấu Chí
Tại hồi 58, Tống Giang sai Nguyễn Thị tam hùng lĩnh ba ngàn thủy quân, qua sông Vấn hà tấn công quân triều đình. Vân Thiên Bưu cử Vân Long và Tuệ Nương hợp với Âu Dương Thọ Thông địch lại. Tiểu Nhị trúng kế dụ địch bị bắt sống. Mấy hôm sau, quân triều đình dùng kế giăng lưới sắt dưới long sông lại đặt liên châu pháo dưới nước, Tiểu Ngũ, Tiểu Thất thất trận trốn dưới sông. Tiểu Ngũ bị mắc lưới, Tiểu Thất nhảy ra được khỏi lưới, giao tranh với Thọ Thông, bị bắt sống.

## Trong tác phẩm khác
Trong vở kịch Mại nghệ phóng hữu, Nguyễn Tiểu Thất có một con gái tên là Nguyễn Quế Anh. Vì khi về quê, Nguyễn Tiểu Thất dùng tên giả là Tiêu Ân nên họ của Quế Anh cũng đổi thành họ Tiêu. Khi Nguyễn Quế Anh đi tìm hôn phu Hoa Phùng Xuân thì gặp Thạch Hoá Long (con trai của Thạch Dũng), bà giúp Thạch Hoá Long đánh bại Diêm Tam Báo. Thạch Hóa Long thấy bảo cung gia truyền của Hoa gia, bèn nói ra tên Hoa Vinh. Hoa Phùng Xuân biết được chân tướng, 3 người họ hợp lực diệt trừ Diêm Tam Báo cùng bọn thuộc hạ rồi đào tẩu.

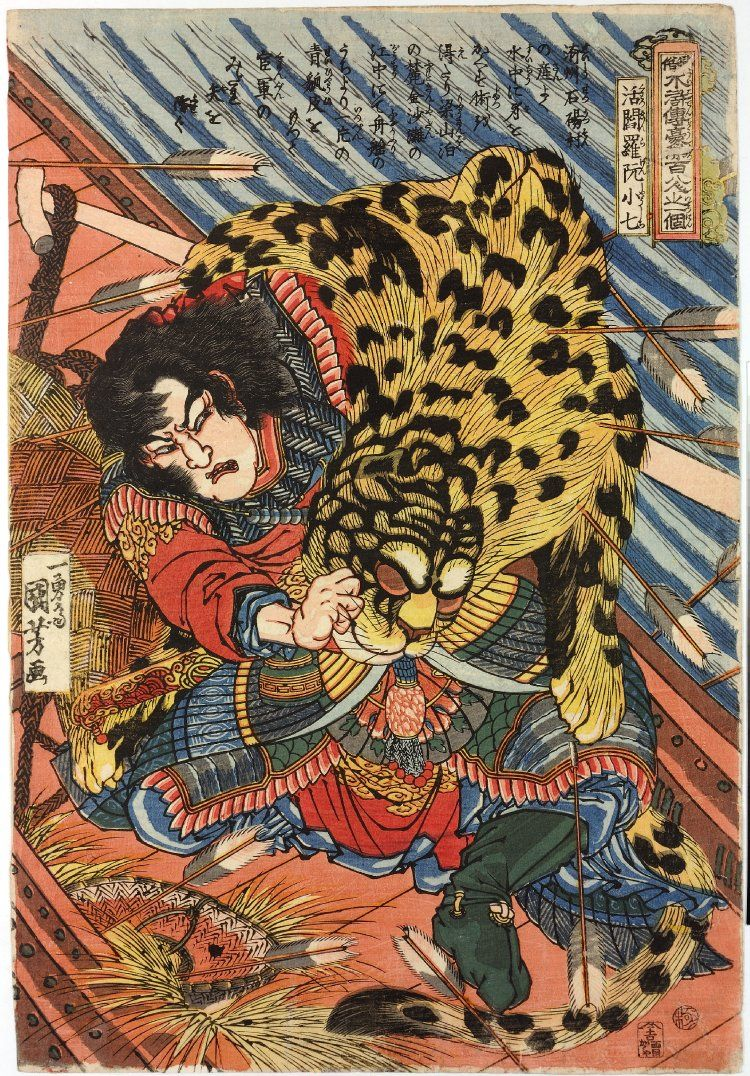
Nguyễn Tiểu Thất trong một trận đánh.